# Feldhase (Dürer)
Der Feldhase, auch Hase oder junger Hase genannt, ist der Titel eines Aquarells von Albrecht Dürer und die wohl bekannteste aller Naturstudien Dürers, Entstehungsjahr 1502.

## Beschreibung
Der Feldhase ist auf dem annähernd quadratischen Papier in der fallenden Blattdiagonale von links oben nach rechts unten in hockender Position dargestellt. Der Hase blickt, dieser Diagonale folgend, in den Raum außerhalb der Bildfläche. Daraus ergibt sich die Ansicht im Dreiviertelprofil. Der Kopf, die Ohren und die Brustpartie sind in Untersicht, der Rücken und das Hinterbein in Aufsicht dargestellt. Dadurch wird alles Wesentliche der Komplexität des Hasen gezeigt. Die Grundierung ist aquarelliert mit verschiedenen Brauntönen bis zum getrübten Weiß. Auf diese Grundierung sind die rhythmisch strukturierten Haarlagen gesetzt. Die Zeichnung der Haare veranschaulicht die Felldehnung in der Hockstellung und ebenso die weiche, glänzende Haptik des Fells. Die Darstellung des Hasen ist naturnah und detailliert.
Die Ohren sind zeichnerisch knapper ausgeführt. Der Pinselduktus ist kurz und knapp. Das rechte – aus Betrachtersicht linke – Ohr ist nach hinten abgeknickt, aber nach außen gewandt. Zusammen mit dem ebenfalls dem Betrachter zugewandten Auge versinnbildlicht es die tierische Wahrnehmung. Im Auge spiegelt sich ein Fensterkreuz. Das linke Ohr ist – wie auch das linke Auge – vom Betrachter abgewandt. In den nicht sichtbaren Raum, in den dieses Auge blickt, fällt auch der Schatten des Hasen sowie die langen Vibrissen an Oberlippe und Augen.
Es ist keine Sitzfläche oder Umgebung dargestellt. Dennoch erweckt der Hase den Eindruck, als würde er für den Moment des Betrachtens stillsitzen. Die Kunsthistorikerin Elisabeth M. Trux schreibt:

„In der gekonnt inszenierten Ambivalenz zwischen statischer, schaubarer Präsenz und Bewegungs- und Fluchtlatenz liegt der überzeitliche Reiz dieses Blattes. […] Nach jedem Blick ist verwunderlich, dass der Feldhase noch harrt.“

## Entstehung
Der Feldhase wird in diesem Bild nicht als Attribut und wahrscheinlich ohne symbolische Bedeutung dargestellt, sondern dient allein der naturhaft dargestellten Präsentation.
Es ist praktisch auszuschließen, dass Dürer einen lebenden Feldhasen gezeichnet und gemalt hat. Das sich im Auge des Hasen spiegelnde Fensterkreuz – ein Topos der Porträtmalerei, den Dürer aus der niederländischen Malerei übernommen hatte, – deutet an, dass sich das Tier im Haus befindet.
Es gibt weitere Darstellungen von Hasen bei Dürer. Dazu gehören:
- Die Heilige Familie mit den drei Hasen, ein Holzschnitt von Dürer aus dem Dresdner Kupferstichkabinett von 1497.
- Auf dem Kupferstich Adam und Eva des Berliner Kupferstichkabinetts von 1504 ist ein Hase abgebildet.

## Geschichte

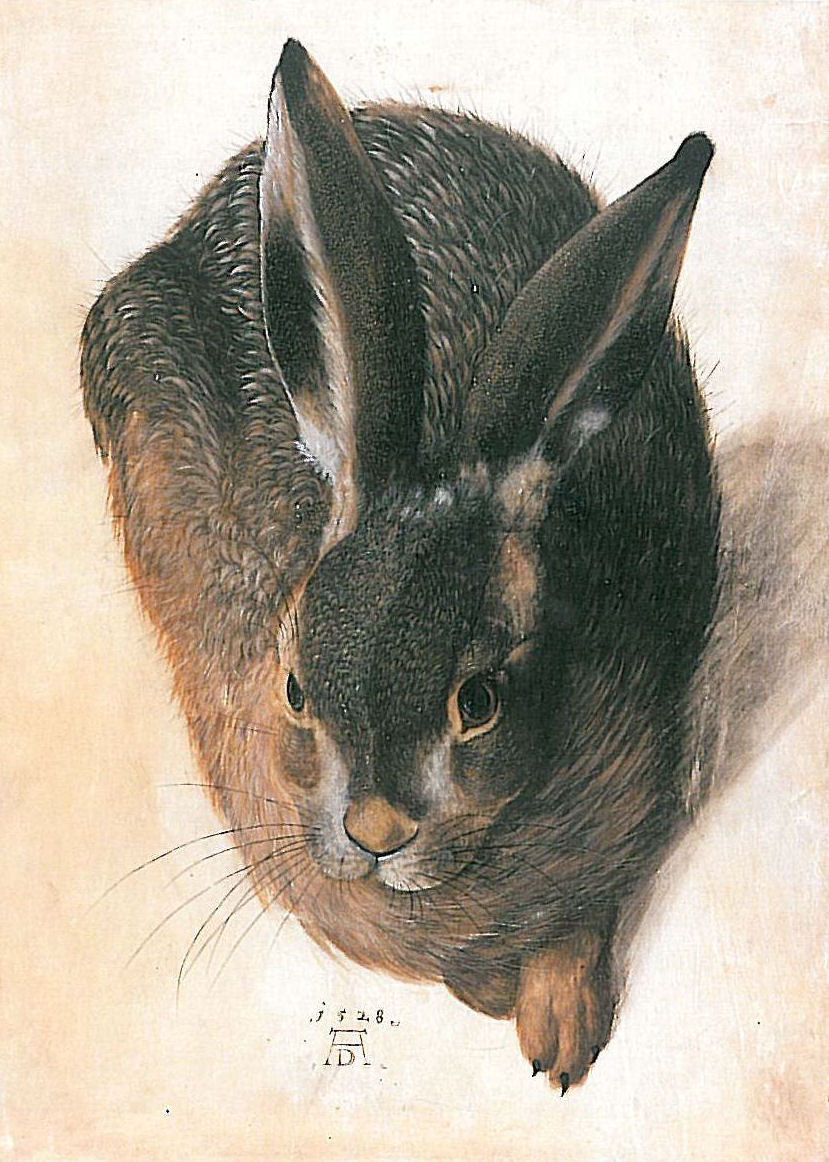
Hase des Malers Hans Hoffmann mit Dürers Monogramm und der Jahreszahl 1528, dem Jahr von Dürers Tod

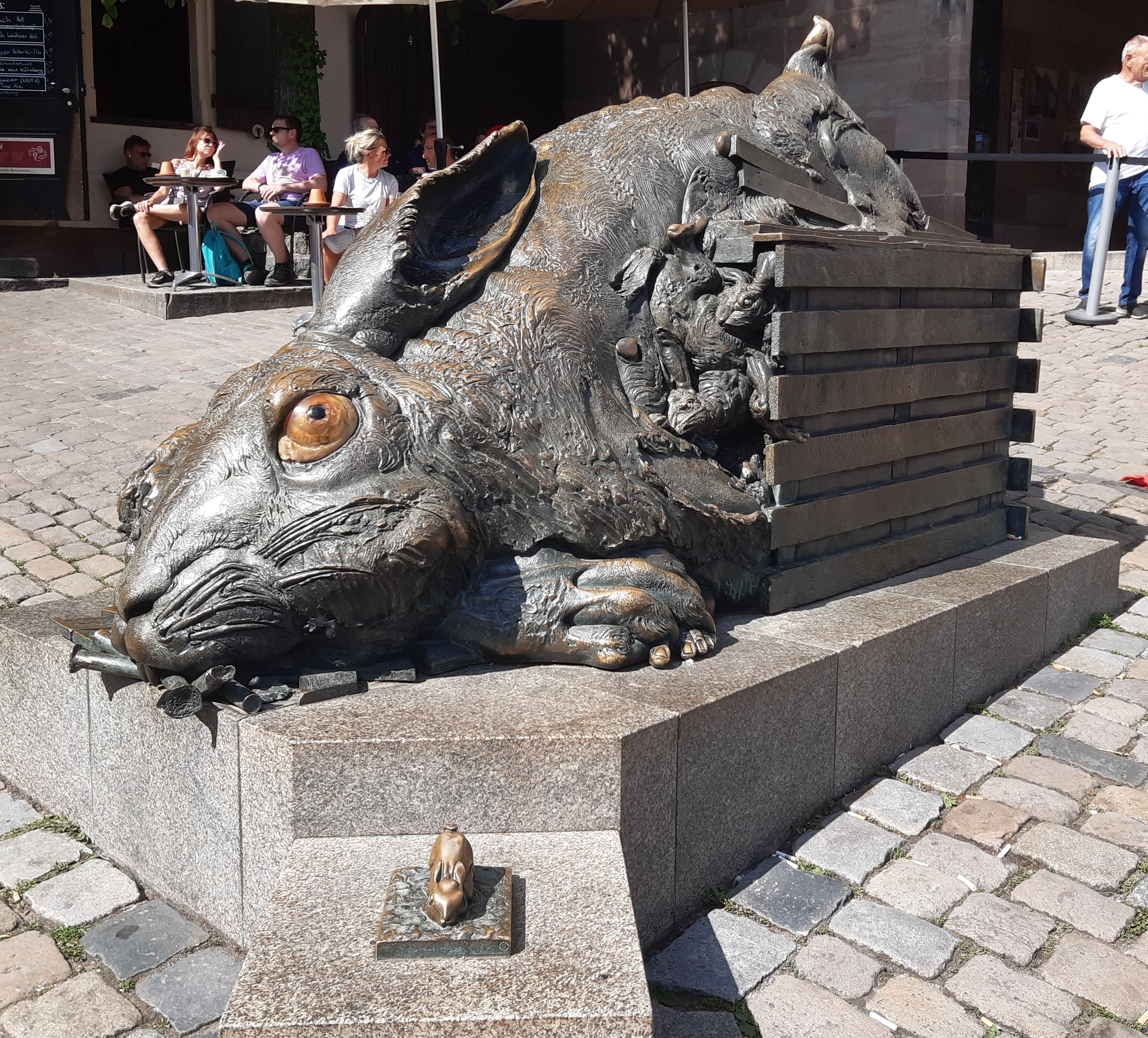
Jürgen Goertz: Der Hase (1984)

Bereits im 16. Jahrhundert und besonders um 1600 gab es eine große Zahl von Wiederholungen und Nachahmungen. Dreizehn sind heute bekannt, davon drei freie Varianten, die einen Hasen von vorne zeigen. Hans Hoffmann kopierte Dürers Werke, auch den Feldhasen, zum anderen wandelte er das Bild auch ab, indem er den Hasen im Wald oder in einem Ziergarten darstellte. Damit war die Entstehung des Tierstückes, eines neuen Bildtypus, eingeleitet.
Der Feldhase ist das prominenteste Objekt der Albertina. In der Dauerausstellung ist eine Kopie zu sehen. Das Original wird nach Übereinkunft mit dem Denkmalamt alle fünf Jahre nur zwei Mal ausgestellt.
Im Jahre 2002, anlässlich des 500. Jahrestags seiner Datierung, sowie auch während der Dürer-Ausstellung im Jahre 2003 in der Albertina erregte das Bild in der Öffentlichkeit und in den Medien reges Interesse.
Das Madrider Museum Prado hatte der Albertina für die große Dürer-Ausstellung im Jahr 2003 das berühmte Dürer-Selbstbildnis aus dem Jahr 1498 geliehen und bekam im Jahr 2005 als Gegenleistung den Feldhasen für die Ausstellung „Durero – Obras Maestras de la Albertina“. Der Verleih war umstritten, weil die Ausfuhrgenehmigung zu spät beantragt wurde. Der Feldhase blieb für die gesamte Ausstellungsdauer in Madrid. Zu einer Leihgabe von Dürer-Werken im Jahr 2013 an die National Gallery of Art, Washington, USA, gehörte der Feldhase nicht. Nach 10 Jahren war das Original vom 14. März bis 29. Juni 2014 in der Ausstellung „Die Gründung der Albertina – zwischen Dürer und Napoleon“ zu sehen.
In der Langen Nacht der Museen vom 1. Oktober 2016 18:00 bis 2. Oktober 01:00 Uhr wurde der Feldhase für sieben Stunden in der Albertina gezeigt. Vom 20. September 2019 bis zum 6. Januar 2020 fand eine große Dürer-Ausstellung in der Albertina statt.
Auf dem Tiergärtnertorplatz in der Nürnberger Altstadt, unweit vom Dürerhaus, findet sich die Skulptur Der Hase des Bildhauers Jürgen Goertz aus dem Jahr 1984, eine Hommage an Dürer und sein berühmtes Bild.